# Дасті Гілл
Дасті Гілл (англ. Dusty Hill, справжнє ім'я Джозеф Майкл Гілл, англ. Joseph Michael Hill, 19 травня 1949, Даллас, Техас, США — 28 липня 2021, Х'юстон, Техас, США) — американський музикант, автор пісень, бас-гітарист і другий вокаліст гурту ZZ Top. Колишній учасник гуртів The Warlocks і American Blues.

## Біографія
Дасті Гілл народився 19 травня 1949 року в Далласі, штат Техас. Навчався в школі Вудро Вільсона, зокрема, грі на віолончелі. Вже з восьмирічного віку заробляв співом (наслідуючи Елвісу Преслі), виступав разом зі своїм братом Роккі Гіллом (Rocky Hill). Коли Дасті Гіллу виповнилося 13 років, група залишилася без бас-гітариста, і брат наполіг на тому, щоб це місце зайняв Дасті. Як згадував сам музикант, він просто взяв в руки бас-гітару і відпрацював на вечірньому виступі. Вийшло не дуже добре (як згадував Дасті Гілл, «Я тримав палець на ладу і коли приходив час його переставляти, брат плескав мене по плечу»), але збентеження послужило відмінним мотиватором. До 1968 року Дасті Гілл грав у місцевих далаських групах Warlocks, Cellar Dwellars і American Blues; в останній групі в 1965 році він і познайомився з Френком Бірдом.
У 1968 році брати Гілли і Бірд перебували у Х'юстоні, де їх покинув Роккі через творчі розбіжності. У 1969 році Дасті Гілл працював з відомим блюзменом Лайтніном Гопкінсом. На початку 1970 року Дасті Гілл за наполяганням і рекомендації Френка Бірда стає учасником ZZ Top, групи Біллі Гіббонса, формуючи склад з трьох чоловік, який зберігся незмінним до наших днів. Перший концерт як тріо ZZ Top відіграли 10 лютого 1970 року в Бомонті, для чого Дасті Гілл навіть позичив чиюсь бас-гітару.

## ZZ Top
У 1984 році, коли його подруга стягувала з нього чобіт, у нього випав на підлогу револьвер і вистрілив. Дасті Гілл був поранений в живіт, але зумів самостійно дістатися до госпіталю.
У 2000 році стало відомо про те, що Дасті хворий гепатитом С, однак музикант зміг повернутися до творчої та концертної діяльності і підтримати групу. Ось як він говорив про це: «Я — живий доказ того, що з гепатитом С можна впоратися, а з ZZ Top — ні». Того ж року він зламав два ребра в результаті нещасного випадку перед виступом.
Грі Гілла на басу властивий мінімалізм і почуття міри. Музикант, відповідаючи на питання, як він цього домігся, відповів, що це зайняло певний час. Після того, як він вивчив основи, на нього вплинув Джек Брюс, який не був мінімалістом у своїй грі, а також джазмени Стенлі Кларк і Чарльз Мінгус, і в результаті Гілл грав багато. «Але коли ми почали грати втрьох, я зрозумів, що ти повинен виконувати пісню, а не свою особисту партію, і ти повинен бути смачним і отримувати задоволення від гри. Мені дуже допомагає участь у створенні пісень: якщо я в цьому беру участь, то до мене приходить це почуття. Я вважаю одним з найкращих басистів в світі Пола Маккартні: він грав ідеально всюди, в кожній пісні. Іноді ви навіть не помічаєте баса — я це, з одного боку, ненавиджу, але в якомусь сенсі мені це подобається. Це комплімент. Це означає, що ви заповнили [басом] все там де треба, але вас не чути там, де вам не потрібно бути».
У своїх інтерв'ю Дасті Гілл нерідко підтверджував сказане:
|  | З тих пір як я граю в тріо, моя робота полягає в тому, щоб не грати надто багато, але при цьому я повинен грати весь час. Я завжди любив Джека Брюса з Cream і його стилем гри, але він дуже багато бігає по грифу. Я краще буду залишатися внизу [грифа], щоб створювати основу, ніж рухатися. У піснях, що на Eliminator, я і робив щось типу того, але трохи більш точно. І я цим насолоджуюся до певної міри, але у вас немає свободи бігати по грифу і робити всякі штуки, лише іноді граючи трохи більше. Оригінальний текст (англ.) Since I play in a three-piece group, my job is not to play too much, but you still have to play all the time. I've always loved Jack Bruce of Cream and that style of playing but he moved around a lot on the fretboard. I'll stay down there for the foundation, then maybe move. With the songs on 'Eliminator' I still did that same kind of thing, but with more preciseness...And I enjoy that, in a way, but you don't have the freedom to move around and throw in this and that occasionally, to play the part more. |

Про звук бас-гітари Дасті Гілл сказав: «Мій звук сильний, важкий і трохи спотворений, тому що він повинен перекривати гітару. Хтось одного разу попросив мене описати мій звук, і я сказав, що це схоже на пердіння в сміттєвий бак. Я мав на увазі, що воно грубе, але все одно звучання має бути.»
Дасті Гілл, незважаючи на значну колекцію бас-гітар, завжди тяжів до Fender Telecaster, і навіть граючи останнім часом на гітарах, виготовлених на замовлення, дбав про те, щоб їх звук був схожий на звук Telecaster. Також Дасті Гілл часто використовував Fender Precision Bass і знамениту, обшиту овчиною, Dean Z. Bolin Guitars випускає іменну модель бас-гітари Bolin Dusty Hill «Crazy Cowboy».
Оглядач The New York Times відгукнувся про учасників ZZ Top і їх відмінність так: «містер Гіббонс — ефектний віртуоз, містер Гілл — точний музичний механік»
У 2002 році музикант одружився зі своєю давньою подругою Чарлін «Чак» Маккрорі. У Дасті Гілла є донька.
Гілл помер на 73-у році життя уві сні 28 липня 2021 року. Про смерть музиканта повідомили його товариші по групі Біллі Гіббонс і Френк Бірд. Причини смерті за станом на 29 липня 2021 року поки не повідомляються.

## Ролі в кіно і серіалах
- 1990 — Назад у майбутнє 3 / Музикант на вечірці.
- 2007 — Король гори, 11 сезон, серія 5 / В ролі кузена Хенка Хілла.
- 2010 — Два з половиною чоловіки, сезон 7, епізод 21 / В ролі самого себе разом з іншими членами групи.